# نموذج أدي
نموذج أدي (ADDIE) هو إطار تصميم أنظمة تعليمية (ISD) يستخدمه العديد من مصممي التعليم ومطوري التدريب بهدف صناعة الدورات. الاسم هو اختصار باللغة الإنجليزية لمراحله الخمسة:
- التحليل
- التصميم
- التطوير
- التنفيذ
- التقييم

معظم نماذج تصاميم الأنظمة التعليمية (ISD) الحالية هي عبارة عن أشكال مختلفة من نموذج ADDIE. تشمل النماذج الأخرى Dick and Carey و Kemp ISD. النماذج الأولية السريعة هي بديل شائع آخر.
النظريات التعليمية مهمة في تصميم المواد التعليمية، وتشمل النظريات التالية: السلوكية والبنائية والتعلم الاجتماعي والمعرفية.

## تاريخ
طورت جامعة ولاية فلوريدا في البداية إطار عمل أدي لشرح «...العمليات المتضمنة في صياغة برنامج تصميم نظام تعليمي (ISD) للتدريب العسكري الذي سيُدرِّب الأفراد بشكل كافٍ للقيام بعمل معين والذي يمكن أيضًا تطبيقه على أي نشاط تطوير مناهج للخدمات الداخلية.»  احتوى النموذج في الأصل على عدة خطوات ضمن مراحله الخمس الأصلية (التحليل والتصميم والتطوير والتنفيذ والتقييم). كانت الفكرة هي إكمال كل مرحلة قبل الانتقال إلى المرحلة التالية. قام الممارسون اللاحقون بمراجعة الخطوات، وفي النهاية أصبح النموذج أكثر ديناميكية وتفاعلية من النسخة الهرمية الأصلية. ظهرت النسخة المألوفة اليوم بحلول منتصف الثمانينيات.

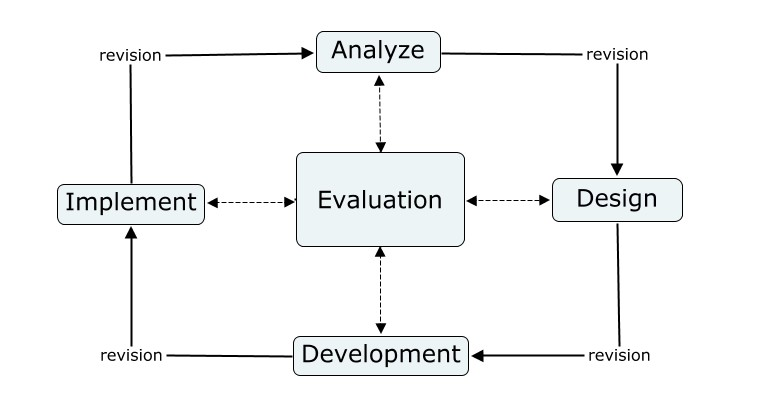
نموذج ADDIE

أصل التسمية نفسها غامض، لكن مفاهيم تصميم الأنظمة التعلمية الأساسية المتضمنة به تأتي من نموذج تم تطويره للقوات المسلحة الأمريكية في منتصف السبعينيات. كما يروي برانسون (1978)، عمل مركز تكنولوجيا التعليم في جامعة ولاية فلوريدا مع فرع من الجيش الأمريكي لتطوير النموذج، والذي تطور بدوره إلى «إجراءات الخدمات الداخلية لتصميم الأنظمة التعليمية» (IPISD) المخصص للجيش والبحرية والقوات الجوية ومشاة البحرية. يقدم برانسون نظرة عامة بيانية عن IPISD، والتي تُظهر خمسة عناوين عالية المستوى: التحليل والتصميم والتطوير والتنفيذ والتحكم. تشير معظم المراجعات التاريخية اللاحقة إلى هذا النموذج، ولكن بشكل ملحوظ، لا يشير المستخدمون إليه باختصار ADDIC. المؤلفون والمستخدمون يشيرون فقط إلى IPISD. لذا من الواضح أن النموذج ليس مصدر الاختصار ADDIE.

## مراحل ADDIE (التحليل والتصميم والتطوير والتنفيذ والتقييم)

### مرحلة التحليل
توضح مرحلة التحليل المشكلات والأهداف التعليمية، وتحدد بيئة التعلم بالإضافة إلى المعرفة والمهارات الموجودة لدى المتعلم. تشمل الأسئلة التي تتناولها مرحلة التحليل ما يلي:
- من هم المتعلمون وما هي خصائصهم؟
- ما هو السلوك الجديد المطلوب؟
- ما أنواع قيود التعلم الموجودة؟
- ما هي خيارات التوصيل؟
- ما هي الاعتبارات التربوية؟
- ما هي الاعتبارات الخاصة بنظرية تعلم الكبار؟
- ما هو الجدول الزمني لإنجاز المشروع؟

غالبًا ما تكون عملية طرح هذه الأسئلة جزء من تحليل الاحتياجات. أثناء تحليل الاحتياجات، سيحدد المصممون التعليميون (IDs) القيود والموارد بهدف ضبط خطة العمل.

تتضمن مرحلة التحليل عدة مهام، تبدأ بتحليل المحتوى، وتحليل المتعلمين، وتحليل التقنية التي سيتم استخدامها.
فيما يخص تحليل المحتوى، يتم الحصول على المحتوى سواء كان مقرر أو وحدة دراسية. ويجب التأكد من اكتمال المحتوى، أي أن يكون له أهداف، وأن يغطي الشرح الأهداف، وأن تكون هناك أسئلة تقويمية تقيس مدى تحقق الأهداف.
يمكنك الاستعانة بخبير للمادة التعليمية SME إذا كنت غير متخصص في المادة العلمية، وصعب عليك استكمالها إن كانبها بعض الخلل.
ويفضل عمل شجرة بالموضوعات، وشجرة بالأهداف وربط الأثنين ببعض عن طريق التكويد.
فيما يخص تحليل المتعلمين، يجب عليك التعرف على خصائص المتعلمين المستهدفين، عمرهم السني، نوعهم، معارفهم المسبقة، إجادتهم للغة الأولى والثانية، مستوى إجادتهم لاستخدام الحاسب. يجب مراعاة هذه الخصائص في مرحلة التصميم.
ويمكن الاستعانة باستبيان فارك للتعرف على أساليب التعلم المفضلة لدى المتعلمين.

### مرحلة التصميم
تختص مرحلة التصميم بأهداف التعلم، وأدوات التقييم، والتمارين، والمحتوى، وتحليل الموضوع، وتخطيط الدروس، واختيار الوسائط. يجب أن تكون مرحلة التصميم منهجية ومحددة. مصطلح منهجية يعني طريقة منطقية ومنظمة تحدد وتطور وتقيم مجموعة من الاستراتيجيات المعينة لتحقيق أهداف المشروع. والمقصود بكلمة محددة أنه يجب على الفريق تنفيذ كل عنصر من عناصر خطة التصميم التعليمي مع الاهتمام بالتفاصيل. قد تتضمن مرحلة التصميم كتابة وثيقة تصميم أو اقتراح تصميم أو مفهوم تصميم أومذكرة هيكلية للمساعدة في التطوير النهائي.

انتهاءا بما وصلت إليه مرحلة التحليل يبدأ المصمم التعليمي مرحلة التصميم، ويقوم فيها بتصميم واجهة الاستخدام الخاصة بالمقرر أو الكائن التعليمي، بشكل تخطيطي، ويحدد أماكن ظهور العنوان الرئيسي والعناوين الفرعية، وأزرار التجول وأماكنها ووظيفتها، وغيرها من العناصر الرئيسية في الواجهة.
وإلى جانب ذلك يقوم المصمم التعليمي بكتابة اللوحات القصصية Story Boards لدروس المقرر وموضوعاته، ويستخدم في ذلك قالب السيناريو الذي اتفق عليه مع فريق العمل والذين يفهمون طريقة استخدامه جيدا.
تبدأ كل لوحة بالأهداف مصاغة بصورة موجهة إلى المتعلم، ويبع الأهداف الشرح، وتنتهي بالأسئلة والتدريبات.
يتم تقسيم كل إطار من إطارات اللوحة القصصية إلى قسمين رئيسيين القسم الأول للنصوص والصوت، والقسم الآخر للوصف والتعليمات.

### مرحلة التطوير
في مرحلة التطوير، يقوم المصممون والمطورون الإرشاديون بإنشاء وتجميع خصائص المحتوى الموضحة في مرحلة التصميم. إذا كانت الخطة تتضمن التعلم الإلكتروني، يقوم المبرمجون بتطوير أو دمج التكنولوجيا. ينشئ المصممون القصص المصورة. يتم أيضاً التصحيح البرمجي للمواد والإجراءات. يقوم الفريق بمراجعة المشروع وفقًا للتغذية الراجعة. بعد الانتهاء من تطوير مواد الدورة التدريبية، يجب على المصممين إجراء اختبار تجريبي إلزامي؛ ويمكن تنفيذه من خلال إشراك أصحاب المصلحة الرئيسيين والتدريب على مواد الدورة.

يبدأ في هذه المرحلة مل باقي فريق العمل، حيث يبدأ المعلق الصوتي في تسجيل الصوت، ويقوم مصمم الرسوم بتصميم الواجهة الرسومية، ويقوم المصممين الآخرين بإنشاء العناصر الرسومية الأخرى المضمنة في إطارات البرنامج، ويقوم المبرمج ببناء صفحات البرنامج وتركيب عناصره المختلفة والبدء في تكوينه.
ويتابع المصمم التعليمي فريق العمل للتحقق من سير العمل في الاتجاه الصحيح. ويشرح لهم أي شيء غير مفهوم أو غير واضح في السيناريو.

### مرحلة التنفيذ
هنا يبدأالإستخدام الفعلي لمخرجات عملية التطوير , حيث يتم في هذه المرحلة عرض المادة التعليمية التي تم تحديدها في مرحلة التصميم على المتعلمين , سواء بالصف , أو مختبر العلوم , أو مختبر الحاسوب .
·     تتأثر عملية التنفيذ بالقرارات التي تم إتخاذها في عملية التصميم.
·     في حالة التعليم التقليدي , يمكن عرض و إستخدام المادة التعليمية مع المتعلمين في الصف الدراس , مختبر العلوم , مختبر الحاسوب.
·     في حالة التعليم الإلكتروني فيكون برفعه مثلاً على نظام إدارة التعلم.
·     يجب في هذه المرحلة تحسين الفهم للطلاب , و دعم إتقانهم للأهداف.

### مرحلة التقييم
في هذه المرحلة يتم قياس مدى كفاءة وفاعلية عمليات التعليم والتعلم، والحقيقة أن التقويم يتم خلال جميع مراحل عملية تصميم التعليم، أي خلال المراحل المختلفة وبينها وبعد التنفيذ أيضاً، وقد يكون التقويم تكوينياً أو ختامياً:
- التقويم التكويني Formative Evaluation: وهو تقويم مستمر أثناء كل مرحلة وبين المراحل المختلفة، ويهدف إلى تحسين التعليم والتعلم قبل وضعه بصيغته النهائية موضوع التنفيذ.
- التقويم الختامي Summative Evaluation: ويكون في العادة بعد تنفيذ الصيغة النهائية من التعليم والتعلم، ويقيم هذا النوع الفاعلية الكلية للتعليم، ويستفاد من التقويم النهائي في اتخاذ قرار حول شراء البرنامج التعليمي على سبيل المثال أو الاستمرار في التعليم باستخدامه أو التوقف عنه.

## نسخ أخرى
قامت بعض المؤسسات بتعديل نموذج ADDIE لتلبية احتياجات معينة. على سبيل المثال، أنشأت البحرية الأمريكية إصدارًا أطلقوا عليه اسم PADDIE + M. المرحلة P هي مرحلة التخطيط، والتي تطور أهداف المشروع، والميزانية، والجداول الزمنية. المرحلة M هي مرحلة الصيانة، والتي تنفذ صيانة دورية وتستخدم أساليب التطوير المستمر. يكتسب هذا النموذج قبولًا في حكومة الولايات المتحدة كنموذج أكثر اكتمالاً لـ ADDIE. اعتمدت بعض المنظمات نموذج PADDIE بدون مرحلة M. اقترحت بالفيس كوريس (2010) في نموذجها التعليمي (ESG Framework)  نسخة موسعة من ADDIE تسمى ADDIE + M، حيث Μ تعني صيانة شبكة مجتمع التعليم بعد نهاية الدورة. تعد صيانة شبكة مجتمع التعليم عملية تعليمية حديثة تدعم التطوير التعليمي المستمر لأعضائها من خلال وسائل التواصل الاجتماعي وأدوات الويب.